# Ring Lardner Jr.
Ring Lardner Jr., pseudonimo di Ringgold Wilmer Lardner Jr. (Chicago, 19 agosto 1915 – New York, 31 ottobre 2000), è stato uno sceneggiatore, giornalista e scrittore statunitense inserito nella lista nera di Hollywood durante la Paura rossa negli anni quaranta e cinquanta.

## Biografia
Era figlio del celebre giornalista sportivo e umorista Ring Lardner. Dopo avere studiato alla Phillips Academy di Andover e all'Università di Princeton diventò reporter per il New York Daily Mirror. Si iscrisse al Partito Comunista degli Stati Uniti d'America nel 1936.

### Carriera
Ring Lardner Jr. si trasferì ad Hollywood dove lavorò come pubblicista e correttore di bozze prima di scrivere materiale proprio.
Lardner mantenne opinioni fermamente di sinistra e durante la guerra civile spagnola aiutò a reperire i fondi per la causa repubblicana. Suo fratello, James Lardner, era membro della "Brigata Abramo Lincoln" e fu ucciso in Spagna nel 1938.
Nonostante il suo impegno politico irritasse i proprietari degli studios l'autore continuò a ricevere incarichi di lavoro e nel 1947 diventò uno degli sceneggiatori più pagati di Hollywood dove firmò un contratto di 2000 $ a settimana con la 20th Century Fox.

### La lista nera
Dopo la seconda guerra mondiale la Commissione per le attività antiamericane cominciò un'indagine sull'industria cinematografica di Hollywood. Nel settembre del 1947 la commissione interrogò 41 persone che lavoravano ad Hollywood, le quali fornirono, di loro spontanea volontà, i nomi di coloro che avevano posizioni di sinistra. Lardner, insieme ad altri, rifiutò di rispondere a qualsiasi domanda appellandosi al I emendamento della Costituzione degli Stati Uniti d'America; fu accusato di attentato al Congresso, condannato a un anno di prigione a Danbury e al pagamento di 1000 $ di multa. Inserito nella lista nera degli Studios, venne licenziato dalla Fox il nell'ottobre 1947.
Per i due anni successivi lavorò al romanzo The Ecstasy of Owen Muir e successivamente si trasferì in Inghilterra dove scrisse sotto pseudonimo diverse serie televisive.

## Riconoscimenti
- Premio Oscar
  - 1943 – Miglior sceneggiatura originale per La donna del giorno
  - 1971 – Miglior sceneggiatura non originale per M*A*S*H

## Filmografia
- La donna del giorno (Woman of the Year), regia di George Stevens (1942) - sceneggiatura originale
- Ambra (Forever Amber), regia di Otto Preminger (1947) - sceneggiatura non originale
- M*A*S*H, regia di Robert Altman (1970) - sceneggiatura non originale
- La mortadella (Lady Liberty), regia di Mario Monicelli (1971) - sceneggiatura non originale
- Unico indizio: una sciarpa gialla (La Maison sous les arbres), regia di René Clément - non accreditato (1971)